# Elias Xitavhudzi
Elias Xitavhudzi foi um assassino em série que matou 16 homens e mulheres em Atteridgeville, África do Sul nos anos 50. Xitavhudzi era um sul africano negro e apenas matava mulheres e homens brancos numa comunidade muito restrita. A sua onda de mortes causou um sensação local que durou vários anos do regime de apartheid sul africano.
Antes da sua captura, adquiriu o nome de "Pangaman" (panga é uma palavra local para machete com o qual mutilava as suas vítimas). Após a sua condenação, foi sentenciado à morte e enforcado em 14 de Novembro de 1960.
Xitavhudzi  foi o segundo de uma série de, pelo menos, 12 assassinos em série que mataram na cidade de Atteridgville.